# Anna Ferrer
Anna Ferrer (Essex, 10 de abril de 1947) es una cooperante británica afincada en Anantapur (India). Actualmente es Presidenta y Directora Ejecutiva de la ONG de desarrollo, Fundación Vicente Ferrer en la India.

## Biografía
En los años 60, Anne Perry (nombre de soltera) realiza un viaje a India, con su hermano y su familia. Anna decide instalarse en Bombay para terminar sus estudios. En 1965 comienza a trabajar de periodista en la revista Current y en 1968, cubriendo una noticia de la publicación, entrevista al jesuita Vicente Ferrer. El misionero, visto con recelo por las clases dirigentes por su apoyo constante hacia los más desfavorecidos, acababa de recibir una orden de expulsión del país por parte de las autoridades de Maharastra. Esto generó un amplio movimiento campesino a favor de Vicente Ferrer. Anna acabó sumándose al movimiento de apoyo, convirtiéndose en uno de sus miembros más activos. En paralelo, se configuró un comité de defensa constituido por intelectuales, políticos y líderes religiosos. Tras la mediación de la primera ministra Indira Gandhi, la expulsión se acabó convirtiendo en “unas cortas vacaciones" después de las cuales "será bien recibido otra vez en la India.” Finalmente, Vicente regresó a la India junto a Anna y varios voluntarios, instalándose en uno de los estados más desérticos y pobres: Andhra Pradesh. Anna abandonó su profesión y en abril de 1970 se casó con Vicente Ferrer, unos meses después de que abandonara la Compañía de Jesús.
Desde sus inicios, Anna Ferrer mostró una gran capacidad de liderazgo y gestión en la organización que se creó en Anantapur. Inteligente y comprometida, puso especial atención en los derechos de la mujer, las personas con discapacidad y la sanidad, configurando una red sanitaria al alcance de toda la población. Actualmente, Anna Ferrer es la presidenta de la Fundación Vicente Ferrer y es la responsable de establecer la estrategia de la organización, coordinado, al mismo tiempo, el equipo de responsables que gestionan los distintos proyectos que la Fundación tiene en marcha.

## Distinciones recibidas
- Premio Isabel Ferrer por la igualdad entre hombres y mujeres (Generalidad Valenciana) (2005).
- Mujeres por la Igualdad de Alcorcón (2011).
- Premio Grupo Vocento “Motivos que celebrar” (2011).
- I Premio al Compromiso con la Salud" del Colegio de Médicos de Vizcaya (2012).
- Premio EVAP a , por de Empresarias y Profesionales de Valencia (2013).
- Premio FEDEPE a la Mujer Profesional (2013).
- Premio Gigante del Espíritu del instituto Intercultural para la Autogestión y la Acción Comunal  (INAUCO) (www.upv.es/inauco) (Valencia) (2013).